# Onça (futebolista)
Mário Filipe Pedreira, mais conhecido como Onça (Santaluz, 13 de julho de 1943 — Salvador, 7 de setembro de 2017), foi um futebolista brasileiro que atuou como zagueiro.

## Carreira
Foi quarto zagueiro do Flamengo entre 1968 e 1971. Pelo time da Gávea, atuou em 164 jogos (78 vitórias, 42 empates, 44 derrotas) e marcou sete gols. Também jogou no Fluminense de Feira, Sport e Bahia. Aposentou-se em 1978 jogando pelo Sergipe. Como homenagem, o Flamengo enfrentou o time de Onça em sua despedida e venceu por 3–1. Após a aposentadoria, trabalhou como treinador no Serrinha Esporte Clube.

## Título
Flamengo
- Copa Mohamed V: 1968[2]
- Taça Guanabara: 1970[2]
- Torneio Internacional do Rio de Janeiro de 1970[2]
- Torneio do Povo: 1972[2]

Sergipe
- Campeonato Sergipano: 1974[2]

## Morte
Onça morreu no dia 7 de setembro de 2017 no Hospital do Aeroporto em Salvador. O ex-futebolista sofria de mal de Alzheimer, doença com quem lutava por quase duas décadas. O corpo do ex-atleta foi sepultado no Cemiterio Municipal de Santaluz.